# Pyeongan-dong, Anyang
Pyeongan-dong (평안동, 坪安洞) là phường của quận Dongan trong thành phố Anyang, tỉnh Gyeonggi, Hàn Quốc.

## Liên kết
- Pyeongan-dong Lưu trữ ngày 2 tháng 3 năm 2014 tại Wayback Machine (tiếng Hàn)